# Gmina Kochanowice
Die Gmina Kochanowice ist eine Landgemeinde im Powiat Lubliniecki der Woiwodschaft Schlesien in Polen. Ihr Sitz ist das gleichnamige Dorf (deutsch Kochanowitz) mit etwa 2000 Einwohnern.

## Geographie
Die Gemeinde liegt im Nordwesten der Woiwodschaft, im Osten des historischen Oberschlesien. Częstochowa (Tschenstochau) liegt 30 Kilometer nordöstlich. Nachbargemeinden sind die Kreisstadt Lubliniec (Lublinitz) im Süden sowie die Gemeinden Ciasna, Herby, Konopiska, Koszęcin und Pawonków.

## Geschichte
Die Landgemeinde wurde 1973 aus Gromadas neu gebildet. Sie kam 1975 von der Woiwodschaft Katowice zur Woiwodschaft Częstochowa, der Powiat wurde aufgelöst. Zum 1. Januar 1999 kam die Landgemeinde zur Woiwodschaft Schlesien und zum Powiat Lubliniecki.

## Gliederung
Zur Landgemeinde (gmina wiejska) Kochanowice gehören neun Dörfer mit acht Schulzenämtern (sołectwa; deutsche Namen, amtlich bis 1921):
- Droniowice (Groß Droniowitz)
- Harbułtowice (Harbultowitz)
- Jawornica (Jawornitz)
- Kochanowice (Kochanowitz)
- Kochcice (Kochtschütz)
- Lubecko (Lubetzko)
- Lubockie-Ostrów (Lubotzken und Ostrow)
- Pawełki (Pawelken)

Kleinere Ortschaften und Weiler sind Gajówka Kochcice (Fasanengarten), Szklarnia (Glashütte) und Śródlesie (Mittelvorwerk). Swaciok (Swaciok) ist ein Ortsteil.

## Politik

### Gemeindevorsteher
An der Spitze der Verwaltung steht der Gemeindevorsteher. Seit 2002 war dies Ireneusz Czech. Bei der turnusmäßigen Wahl im April 2024 gab es folgendes Resultat:
- Ireneusz Czech (Wahlkomitee „Gemeindliche Kommunalverwaltung 2024“) 48,1 % der Stimmen
- Jacek Mokros (Wahlkomitee „Ich liebe die Gemeinde Kochanowice“) 19,0 % der Stimmen
- Michał Pyka (Wahlkomitee „Gemeinsam für das Wohl der Gemeinde“) 17,6 % der Stimmen
- Bernard Mikuda (Wahlkomitee Bernard Mikuda) 15,3 % der Stimmen

In der damit notwendigen Stichwahl setzte sich der zweitplatzierte des ersten Wahlgangs Mokros mit 50,3 % der Stimmen gegen Amtsinhaber Czech durch und wurde neuer Gemeindevorsteher. Der Vorsprung betrug lediglich zwölf Stimmen.
Die turnusmäßige Wahl im Oktober 2018 führte zu folgendem Ergebnis:
- Ireneusz Czech (Wahlkomitee „Gemeindliche Kommunalverwaltung 2018“) 64,6 % der Stimmen
- Jacek Mokros (Wahlkomitee „Ich liebe die Gemeinde Kochanowice“) 35,4 % der Stimmen

Damit wurde Amtsinhaber Czech bereits im ersten Wahlgang wiedergewählt.

### Gemeinderat
Der Gemeinderat von Kochanowice besteht aus 15 Mitgliedern, die in Einzelwahlkreisen gewählt werden. Bei der Wahl 2024 wurde folgendes Ergebnis ermittelt:
- Wahlkomitee „Gemeindliche Kommunalverwaltung 2024“ 46,5 % der Stimmen, 12 Sitze
- Wahlkomitee „Ich liebe die Gemeinde Kochanowice“ 20,0 % der Stimmen, 1 Sitz
- Wahlkomitee „Gemeinsam für das Wohl der Gemeinde“ 16,5 % der Stimmen, 1 Sitz
- Wahlkomitee Bernard Mikuda 12,2 % der Stimmen, 1 Sitz
- Übrige 4,6 % der Stimmen, kein Sitz

Die Wahl 2018 führte zu folgendem Ergebnis:
- Wahlkomitee „Gemeindliche Kommunalverwaltung 2018“ 55,5 % der Stimmen, 10 Sitze
- Wahlkomitee „Ich liebe die Gemeinde Kochanowice“ 44,5 % der Stimmen, 5 Sitze